# Karl Behlen
Karl Christoph Behlen (* 24. November 1811 in Wörrstadt; † 17. Juni 1874 in Armsheim) war ein hessischer Politiker (Deutsche Fortschrittspartei) und ehemaliger Abgeordneter der 2. Kammer der Landstände des Großherzogtums Hessen.

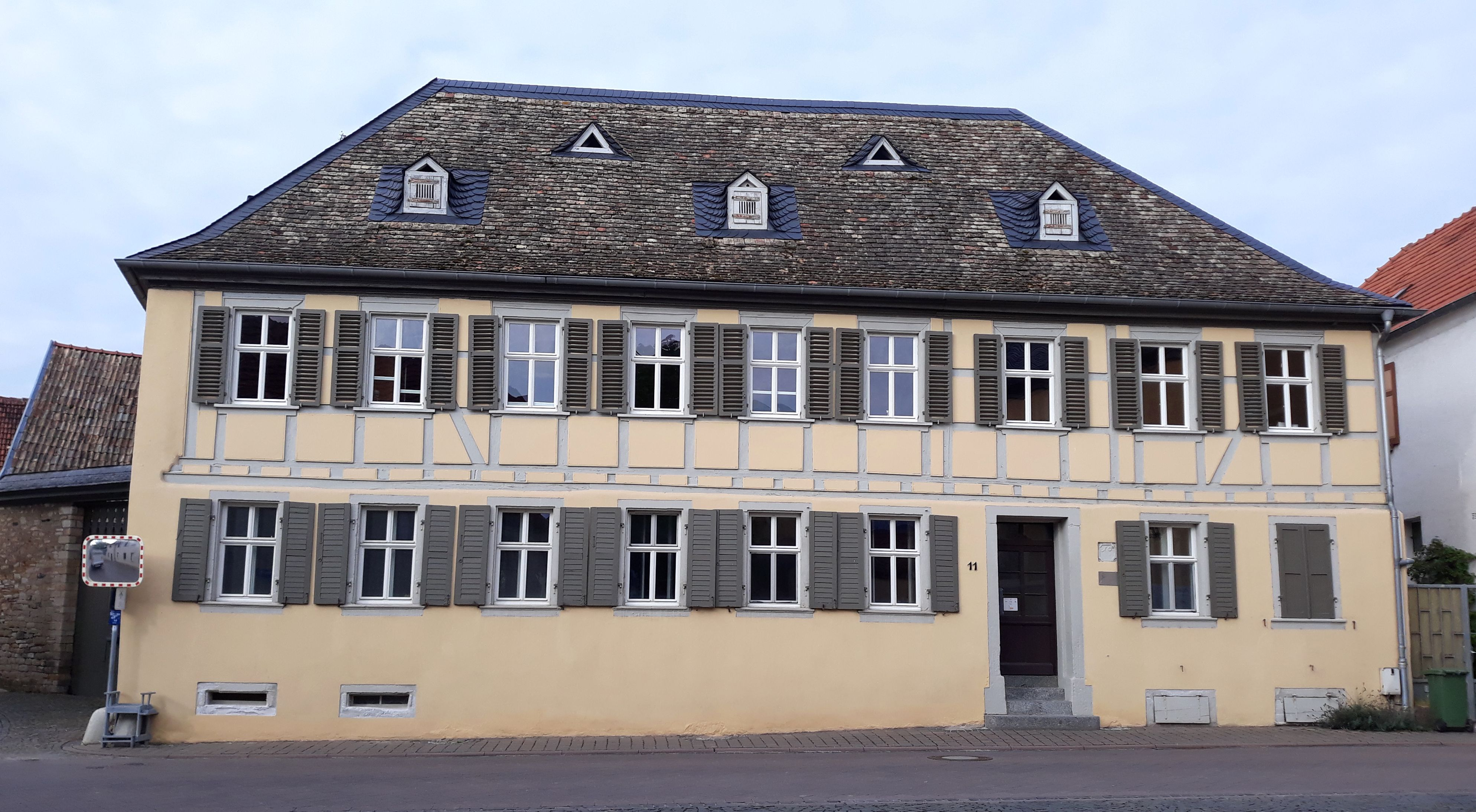
Armsheimer Gutshof des Karl Behlen aus der zweiten Hälfte des 18. Jahrhunderts

Karl Behlen war der Sohn des Kaufmanns Wilhelm Behlen und seiner Frau Katharina Margarethe geborene Wallrab. Karl Behlen war mit seiner jüngeren Cousine Maria Josephine geborene Behlen (* 11. Juli 1822 in Wallertheim; † 16. Dezember 1889 in Armsheim) verheiratet. Er war Gutsbesitzer in Armsheim.
1835 befand er sich auf der Flucht, als eine Untersuchung gegen ihn eingestellt wurde, in der ihm vorgeworfen worden war, Mitglied des Preßvereins gewesen zu sein und revolutionäre Schriften verbreitet zu haben. Dies ist im Schwarzen Buch der Frankfurter Bundeszentralbehörde (Eintrag Nr. 88) festgehalten.
In der 11. bis 14. und erneut in der 17. und 18. Wahlperiode (1847–1856 und 1863–1866) war Karl Behlen Abgeordneter der zweiten Kammer der Landstände des Großherzogtums Hessen. In den Landständen vertrat er in der 11. Wahlperiode den Wahlbezirk Rheinhessen 4/Wörrstadt, in der 12. bis 14. Wahlperiode den Wahlbezirk Rheinhessen 12/Odernheim und in der Wahlperiode 17 und 18 den Wahlbezirk Rheinhessen 6/Wörrstadt (als Nachfolger von Dieter Schilling). 1848 war er Mitglied des Vorparlaments.